# وياندانتش (نيويورك)
وياندانتش (بالإنجليزية: Wyandanch CDP, New York)‏ هي منطقة سكنية تقع بولاية نيويورك في الولايات المتحدة. تبلغ مساحتها 11.6 كم2، وترتفع عن سطح البحر 17 م، بلغ عدد سكانها 11,647 نسمة في عام 2010 حسب إحصاء مكتب تعداد الولايات المتحدة وتصل الكثافة السكانية فيها 1,004.1 نسمة لكل كيلومتر مربع (2,600.6/ميل2).

## التركيبة السكانية
حدّد مكتب تعداد الولايات المتحدة بيانات التركيبة السكانية لوياندانتش في تعداد الولايات المتحدة. في ما يلي، التركيبة السكانية حسب تعدادي 2000 و2010.

### تعداد عام 2000
بلغ عدد سكان وياندانتش 10,546 نسمة بحسب تعداد عام 2000، وبلغ عدد الأسر 2,525 أسرة وعدد العائلات 2,113 عائلة مقيمة في المنطقة السكنية. في حين سجلت الكثافة السكانية 909.1 نسمة لكل كيلومتر مربع (2,354.6/ميل2). وبلغ عدد الوحدات السكنية 2,776 وحدة بمتوسط كثافة قدره 239.3 لكل كيلومتر مربع (619.8/ميل2).
وتوزع التركيب العرقي للمنطقة السكنية بنسبة 10.21% من البيض و77.72% من الأمريكيين الأفارقة و0.75% من الأمريكيين الأصليين و0.57% من الأمريكيين ذوي الأصول الآسيوية و0.03% من سكان جزر المحيط الهادئ و6.26% من الأعراق الأخرى و4.47% من عرقين مختلطين أو أكثر و16.35% من الهسبانيون أو اللاتينيون من أي عرق.
بلغ عدد الأسر 2,525 أسرة كانت نسبة 61.7% منها لديها أطفال تحت سن الثامنة عشر تعيش معهم، وبلغت نسبة الأزواج القاطنين مع بعضهم البعض 39.7% من أصل المجموع الكلي للأسر، ونسبة 35.3% من الأسر كان لديها معيلات من الإناث دون وجود شريك، بينما كانت نسبة 8.7% من الأسر لديها معيلون من الذكور دون وجود شريكة وكانت نسبة 16.3% من غير العائلات. تألفت نسبة 11% من أصل جميع الأسر من عدة أفراد يعيشون في نفس المنزل ونسبة 4% كانت تتألف من شخص يعيش بمفرده يبلغ من العمر 65 عاماً أو أكثر. وبلغ متوسط حجم الأسرة المعيشية 4.14، أما متوسط حجم العائلات فبلغ 4.25.
بلغ العمر الوسطي للسكان 27.8 عاماً. وكانت نسبة 35.3% من القاطنين تحت سن الثامنة عشر، وكانت نسبة 10.4% بين الثامنة عشر والرابعة والعشرين عاماً، ونسبة 28.9% كانت واقعةً في الفئة العمرية ما بين الخامسة والعشرين والرابعة والأربعين عاماً، ونسبة 17.9% كانت ما بين الخامسة والأربعين والرابعة والستين، ونسبة 6.4% كانت ضمن فئة الخامسة والستين عاماً فما فوق. يوجد لكل 100 أنثى 89.1 ذكر، ويوجد لكل 100 أنثى في الثامنة عشر من عمرها فما فوق 83.6 ذكر.
بلغ متوسط دخل الأسرة في المنطقة السكنية 40,664 دولارًا، أما متوسط دخل العائلة فبلغ 41,857 دولارًا. وكان متوسط دخل الذكور 29,344 دولارًا مقابل 26,831 دولارًا للإناث. وسجل دخل الفرد الخاص بالمنطقة السكنية 13,153 دولارًا. وكانت نسبة 13.4% من العائلات ونسبة 16.4% من السكان تحت خط الفقر، وكان من هؤلاء نسبة 17.6% تحت سن الثامنة عشر ونسبة 19.5% في الخامسة والستين من العمر وما فوق.

### تعداد عام 2010
بلغ عدد سكان وياندانتش 11,647 نسمة بحسب تعداد عام 2010، وبلغ عدد الأسر 2,926 أسرة وعدد العائلات 2,379 عائلة مقيمة في المنطقة السكنية. في حين سجلت الكثافة السكانية 1,004.1 نسمة لكل كيلومتر مربع (2,600.6/ميل2). وبلغ عدد الوحدات السكنية 3,157 وحدة بمتوسط كثافة قدره 272.2 لكل كيلومتر مربع (705.0/ميل2).
وتوزع التركيب العرقي للمنطقة السكنية بنسبة 16.43% من البيض و64.96% من الأمريكيين الأفارقة و1.04% من الأمريكيين الأصليين و1.18% من الأمريكيين ذوي الأصول الآسيوية و12.30% من الأعراق الأخرى و4.09% من عرقين مختلطين أو أكثر و28.21% من الهسبانيون أو اللاتينيون من أي عرق.
بلغ عدد الأسر 2,926 أسرة كانت نسبة 52.7% منها لديها أطفال تحت سن الثامنة عشر تعيش معهم، وبلغت نسبة الأزواج القاطنين مع بعضهم البعض 37% من أصل المجموع الكلي للأسر، ونسبة 33.4% من الأسر كان لديها معيلات من الإناث دون وجود شريك، بينما كانت نسبة 10.8% من الأسر لديها معيلون من الذكور دون وجود شريكة وكانت نسبة 18.7% من غير العائلات. تألفت نسبة 12.9% من أصل جميع الأسر من عدة أفراد يعيشون في نفس المنزل ونسبة 5.3% كانت تتألف من شخص يعيش بمفرده يبلغ من العمر 65 عاماً أو أكثر. وبلغ متوسط حجم الأسرة المعيشية 3.95، أما متوسط حجم العائلات فبلغ 4.07.
بلغ العمر الوسطي للسكان 30.4 عاماً. وكانت نسبة 29.7% من القاطنين تحت سن الثامنة عشر، وكانت نسبة 11% بين الثامنة عشر والرابعة والعشرين عاماً، ونسبة 30% كانت واقعةً في الفئة العمرية ما بين الخامسة والعشرين والرابعة والأربعين عاماً، ونسبة 21.4% كانت ما بين الخامسة والأربعين والرابعة والستين، ونسبة 7.9% كانت ضمن فئة الخامسة والستين عاماً فما فوق. وتوزع التركيب الجنسي للسكان بنسبة 49.1% ذكور و50.9% إناث.